# تانیا ۲۱۲۷

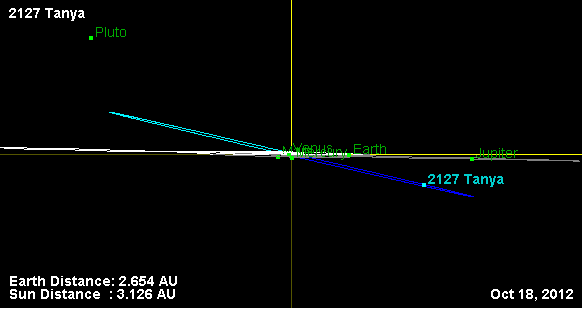
نمایی از محل قرارگیری سیارک تانیا ۲۱۲۷ در مدار – ۲۰۱۲

سیارک ۲۱۲۷ (به انگلیسی: 2127 Tanya، نامگذاری:1971KB1) دو هزار و صد و بیست و هفتمین سیارک کشف شده‌است که در ۲۹ مه ۱۹۷۱ کشف شد.
قدر مطلق سیارک برابر ۱۰٫۷۰ است.